# Nurse 3D
Nurse 3D es una película de terror estadounidense en formato 3D dirigida por Doug Aarniokoski y escrita por David Loughery. Es protagonizada por Paz de la Huerta, Katrina Bowden y Corbin Bleu. La película está inspirada en la fotografía del director de marketing de Lionsgate, Tim Palen. La producción tuvo lugar de septiembre a octubre de 2011. La película fue estrenada el 7 de febrero de 2014 en teatros seleccionados y en VOD.

## Trama
La película comienza con Abby (Paz de la Huerta) en un club nocturno, donde explica a la audiencia mediante una narración que su "trabajo" es asesinar a hombres mujeriegos con el fin de "mantener a la escoria fuera de las calles", un trabajo que ella disfruta a fondo. A continuación asesina a un hombre cortando su arteria femoral y lanzándolo desde el tejado del club. Al día siguiente, asiste a una ceremonia de graduación en la que está Danni (Katrina Bowden), una enfermera de quien ella había sido mentora. Se acerca y conoce a la madre de Danni y a su padrastro, Larry (Martin Donovan). A pesar de ese momento de alegría y de toda su preparación, Danni está mal preparada para su primer día como enfermera profesional y es reprendida por el Dr. Morris (Judd Nelson) por su falta de habilidad para responder rápidamente a las situaciones de emergencia. Abby ve la situación con disgusto, ya que sabe que el Dr. Morris es un sádico que disfruta hostigando a las nuevas enfermeras.
Abby se irrita cuando Danni decide llamar a su novio, Steve (Corbin Bleu), un paramédico, para apoyo en vez de acercarse a Abby. Se alegra cuando la llamada acaba mal debido a una pelea que la pareja había tenido anteriormente esa noche por la negativa de Danni de mudarse con él. Ella explica sus acciones a Abby, diciendo que no está dispuesta a confiar en su padrastro lo suficiente como para dejarlo solo con su madre. Esa desconfianza es más tarde justificada cuando Abby y Danni son testigos de que su padrastro tiene una aventura mientras las dos mujeres están de camino a un club. Danni se siente mal en el encuentro, lo que la hace estar más dispuesta a beber esa noche. Sin embargo, sin saberlo, Abby combina la bebida de Danni con drogas, lo que permite a Abby obtener a Danni para tener sexo con ella y extraños. Al siguiente día, Danni se despierta en el apartamento de Abby y va al trabajo a pesar de las súplicas de Abby para pasar el día con ella. Después de irse, Abby descarga varias fotografías que ella tenía tomadas de la noche anterior antes de ir a ver un psiquiatra, el cual es revelado como el padrastro de Danni.
Abby seduce a Larry diciendo que ella es adicta a los hombres, en alusión a la historia de su pasado con su padre. Él le da a ella su número de teléfono para contactarlo en caso de que ella lo necesite, lo que confirma las sospechas de Abby de que Larry es mujeriego. Más tarde, se acerca a él cuando este se está yendo de la oficina y lo convence de dar un paseo, lo que permite que ella lo asesine en el carro poniendo en marcha el carro hacia atrás, lo que hace que él sufra un accidente automovilístico. Después de oír sobre la muerte de su padrastro, Danni busca el consuelo de Abby, solo para que Abby se ponga de mal genio cuando Danni le dice que se va a mudar con su novio. Abby le dice que espera que los genitales de Larry se hayan cortado en el accidente automovilístico, solo para revelarle a Danni cómo su padrastro había muerto y retirarse rápidamente. Esto enfurece a Abby, quien decide que en lugar de tratar de ayudar a Danni, ahora le hará daño. Ella logra su objetivo lentamente al convencer al detective John Rogan (Boris Kodjoe) de que Danni está mentalmente inestable y obsesionada con Abby.
Al día siguiente, Abby se encuentra con Rachel Adams (Melanie Scrofano), una nueva empleada del hospital que remarca que Abby se parece mucho a una chica que ella conoció que fue enviada a un instituto mental. Abby invita a Rachel a unas copas y aprovecha la oportunidad para acosar a Danni llamándola a través de Skype, mostrando un vídeo de Abby inyectando químicos a Rachel. Danni trata de ir a la policía, pero el detective Rogan desestima sus denuncias como evidencia de ella tratando de lastimar a Abby porque la otra mujer no regresó sus afectos. Él utiliza las fotografías que Abby tomó como prueba en ese sentido. Esto lleva a una discusión entre los dos y Steve se aleja en un ataque de ira. Danni intenta acercarse al Dr. Morris por ayuda, solo para que él use esto como una oportunidad para chantajear a Abby para tener sexo con él. Abby inicialmente finge estar de acuerdo, pero pronto muestra que eso fue solo una forma para que ella pudiese estar a solas con él y así poder asesinarlo. Esa misma noche, Abby también golpea a Rachel hasta causarle la muerte.
La película muestra entonces a Danni acercarse al instituto mental que Rachel le había recomendado, buscando respuestas sobre lo que estaba pasando. Allí aprende sobre Sarah Price, una pequeña niña que asesinó a su padre tras encontrarle teniendo una aventura extraconyugal, además de que solía golpear a su madre. Danni también descubre que Sarah fue recogida por una de las enfermeras de la institución, una mujer llamada Abigail Russel. Danni se da cuenta de que Abby es Sarah y que ha tomado el nombre de su protectora. Danni intenta llamar a Rachel para advertirle sobre Abby, solo para encontrar que el teléfono de Rachel estaba en el carro. Entonces ella recibe una llamada de Abby, quien implica que ella va a matar a Steve de la misma manera que Rachel.
Danni se apresura a llegar al hospital, en donde ella y Abby comienzan a pelear. El personal inicialmente trata de intervenir, solo para que Abby se embarque en una serie de asesinatos y se encierre en el laboratorio. Danni y Steve finalmente logran entrar, pero Abby termina apuñalando a Steve. Abby corre a casa para coger algunas cosas esenciales pero es confrontada por Rogan, quien intenta arrestarla. Al darse cuenta de que su vecino Jared (Adam Herschman) está viendo la situación, Abby pretende que Rogan está tratando de robarla. Su vecino entonces llega y golpea al detective en la cabeza, matándolo instantáneamente. Su vecino se aterra al descubrir que Rogan es un policía, pero Abby lo convence de esconder el cuerpo, diciendo que Rogan era corrupto y que Jared será tratado mal ya que ahora era un asesino de policías. Entonces, la película pasa a otra escena, en donde muestra a Abby con otra identidad, la de Rachel Adams, empleada de recursos humanos.

## Elenco
- Paz de la Huerta como Abby Russell.
- Katrina Bowden como Danni.
- Kathleen Turner como La enfermera jefe Betty Watson.
- Judd Nelson como Dr. Morris
- Corbin Bleu como Steve.
- Boris Kodjoe como El detective John Rogan.
- Melanie Scrofano como Rachel Adams.
- Martin Donovan como Larry Cook.
- Michael Eklund como Richie.
- Niecy Nash como Regina.
- Yulia Lukin como La novia de Larry.
- Adam Herschman como Jared.
- Katia Peel como la Joven Abby.
- Lauro Chartrand como el Guarda de seguridad.
- Stephan Dubeau como Médico en urgencias.
- Brittany Adams como la Joven enfermera.
- Vanessa Lai Fox como la enfermera Hansen.

## Producción
En 2011 Lionsgate comenzó a buscar directores para su nuevo proyecto, entonces titulado The Nurse 3D. El 15 de abril de 2011, ellos anunciaron que Doug Aarniokoski, el director de segunda unidad para Resident Evil: Extinción, fue firmado en directo, con Shawn Ashmore, Dominic Monaghan y Ashley Bell confirmados como intérpretes en la película. En julio del mismo año la actriz Paz de la Huerta fue traída a la película para actuar como Abby Russell, la antagonista primaria del película. Dita Von Teese fue pensada inicialmente para unirse al elenco "cameo" como una de las bailarinas del club, pero más tarde se retiró del proyecto. Corbin Bleu fue traído a la película en agosto de 2011, y la fotografía principal comenzó en Toronto el 6 de septiembre y terminó el 21 de octubre. Tras su finalización, la película fue dejada de lado durante dos años antes de que sus derechos fuesen adquiridos por Lionsgate.